# Wonderwall (Lied)
Wonderwall ist ein Lied der britischen Britpop-Rockband Oasis, das von Noel Gallagher verfasst wurde. Es war die vierte Singleauskopplung ihres Musikalbums (What’s the Story) Morning Glory? und wurde nach dessen Erscheinung am 30. Oktober 1995 veröffentlicht. In den britischen Single-Charts erreichte es den zweiten Platz und blieb für 84 Wochen in den Charts.

## Hintergrund
Der Song wurde nach ursprünglicher Deutung von Noel Gallagher für seine damalige Freundin Meg Mathews geschrieben. Nach ihrer Trennung bestritt Noel einen Zusammenhang und verwies auf die Medien, die das Stück falsch interpretiert hätten. Der Titel Wonderwall stammt von dem 1968 erschienenen gleichnamigen Album George Harrisons, das wiederum der Soundtrack zum eher unbekannten Film Wonderwall ist.
Von Fans der Band und einigen Musikkritikern wird im Zusammenhang mit Wonderwall immer wieder vom perfekten Rocksong bzw. dem besten britischen Song aller Zeiten gesprochen. Das Video zu Wonderwall von Nigel Dick erhielt 1996 den BRIT Award als Best British Video.

## Inhalt
Noel Gallagher gab später an, bei dem Song würde es sich um ein Lied über einen imaginären Freund handeln, der kommt und einen vor einem selbst rettet ("It's a song about an imaginary friend who's gonna come and save you from yourself."). Das Wort 'wonderwall' besitzt auch im Englischen keine feste Bedeutung. Sein Bruder Liam Gallagher drückte es wie folgt aus: „Wonderwall kann alles sein. Es ist einfach ein schönes Wort. Es ist wie, wenn man sein Busticket sucht, das sich widerspenstig versteckt, und du es endlich findest, es hervorziehst und zu dir sagst: Fucking mega, das ist meine Wonderwall – meine Rettung.“ ("A wonderwall can be anything. It's just a beautiful word. It's like looking for that bus ticket, and you're trying to fucking find it, that bastard, and you finally find it and you pull it out, 'Fucking mega, that is me wonderwall.'")
Das Wort 'wonderwall' wird bei deutschen Übersetzungen mit 'Zauberwesen', 'meine Angebetete', 'meine Schutzwand die mir Rückhalt gibt', 'mein Bollwerk' übersetzt. Wahrscheinlich gibt es keine adäquate Übersetzung ins Deutsche oder auch Umschreibung im Englischen, da der Sinn frei je nach Interpretation wechselt und nicht klar aus dem Lied hervorgeht.
Jedoch lässt sich schließen, dass es sich bei dem Wort 'wonderwall' um eine Beschreibung oder Metapher für die im Lied angesprochene Person handelt. Diese Person wird zuvor als möglicher Beschützer beschrieben – trotz allem was passiert ist (Cause maybe / You're gonna be the one that saves me? / And after all you're my wonderwall)
Der Liedtext beginnt überraschenderweise mit einer fast vorwurfsvollen Beschreibung aus einer gegenteiligen Perspektive.
"Heute ist der Tag, an dem sie es dir zurückzahlen werden. Jetzt solltest du endlich irgendwie realisiert haben, was du tun solltest. (Today is gonna be the day that they're gonna throw it back to you / By now, you should've somehow realized what you gotta do)" Es geht also zunächst um das Leben der anderen Person und nicht um die 'Rettung' des Erzählers selbst. Nun folgt der erste Perspektivwechsel in die Introspektive des Erzählers: "Ich glaube nicht, dass irgendwer so wie ich fühlt – für dich, in diesem Moment. (I don' believe that anybody feels the way I do, about you now)"
In der zweiten Strophe wird berichtet, dass auf der Straße erzählt wird, dass das Feuer im Herzen der angesprochenen Person erloschen ist und dass ihr dies wohl auch schon zu Ohren gekommen sei. Im zweiten Teil des Verses findet wieder der Perspektivwechsel analog zur ersten Strophe statt. ("Backbeat, the word is on the street that the fire in your heart is out / I'm sure you've heard it all before but you never really had a doubt")
Im Pre-Chorus wird die (Liebes?-)Beziehung des Erzählers zur angesprochenen Person thematisiert: "all the roads we have to walk are winding – alle Wege, die WIR zu gehen haben, sind voller Windungen/(Irrungen und Wirrungen)", "and all the lights that lead us there are blinding – und alle Lichter, die uns den Weg dahin weisen, blenden uns". Und wieder wechselt die Perspektive: "Es gibt so viele Dinge, die ich dir gerne sagen würde, aber ich weiß nicht wie... (There are so many things that I would like to say to you / But i don't know how)" Ein Satz, der üblicherweise bedeutet, dass man jemandem seine Liebe aussprechen möchte, jedoch keine Worte dafür findet. Selten wird so ein Satz nach der Beschreibung eines komplizierten unklaren Weges, den man gemeinsam gegangen ist, geäußert.
Der Chorus spricht, wie bereits erörtert, darüber, dass der Angesprochene vielleicht Retter des Erzählers sein könnte. Es findet also ein Perspektivwechsel von den Geschehnissen um die angesprochene Person hin zu der Hilfsbedürftigkeit des Erzählers statt.
In der dritten Strophe wird lediglich durch die Änderung von zwei Wörtern der Sinn verschoben: "Heute ist der Tag, aber sie werden es dir nie zurückgeben / Bis jetzt solltest du irgendwie realisiert haben, was du nicht tun solltest" ("Today is gonna be the day but they'll never throw it back to you / By now, you should've somehow realized what you're not to do"). Der weitere Text ist gleichbleibend.
Die Akkordfolge am Anfang wurde mit einem Kapodaster gespielt.

## Kommerzieller Erfolg

### Chartplatzierungen
| ChartsChartplatzierungen       | Höchstplatzierung | Wochen |
| ------------------------------ | ----------------- | ------ |
| Deutschland (GfK)              | 17 (25 Wo.)       | 25     |
| Österreich (Ö3)                | 6 (11 Wo.)        | 11     |
| Schweiz (IFPI)                 | 17 (16 Wo.)       | 16     |
| Vereinigte Staaten (Billboard) | 8 (20 Wo.)        | 20     |
| Vereinigtes Königreich (OCC)   | 2 (95 Wo.)        | 95     |

| ChartsJahrescharts (1995)    | Platzierung |
| ---------------------------- | ----------- |
| Vereinigtes Königreich (OCC) | 10          |

| ChartsJahrescharts (1996)      | Platzierung |
| ------------------------------ | ----------- |
| Deutschland (GfK)              | 80          |
| Vereinigte Staaten (Billboard) | 56          |
| Vereinigtes Königreich (OCC)   | 51          |

| ChartsJahrescharts (2021)    | Platzierung |
| ---------------------------- | ----------- |
| Vereinigtes Königreich (OCC) | 76          |

| ChartsJahrescharts (2022)    | Platzierung |
| ---------------------------- | ----------- |
| Vereinigtes Königreich (OCC) | 80          |

| ChartsJahrescharts (2023)    | Platzierung |
| ---------------------------- | ----------- |
| Vereinigtes Königreich (OCC) | 78          |

| ChartsJahrescharts (2024)    | Platzierung |
| ---------------------------- | ----------- |
| Vereinigtes Königreich (OCC) | 75          |

| ChartsJahrescharts (2010–2019) | Platzierung |
| ------------------------------ | ----------- |
| Vereinigtes Königreich (OCC)   | 78          |

### Auszeichnungen für Musikverkäufe
| Land/Region                  | Auszeichnungen für Musikverkäufe (Land/Region, Auszeichnung, Verkäufe) | Verkäufe  |
| ---------------------------- | ---------------------------------------------------------------------- | --------- |
| Australien (ARIA)            | 12× Platin                                                             | 840.000   |
| Dänemark (IFPI)              | Gold                                                                   | 45.000    |
| Deutschland (BVMI)           | 3× Gold                                                                | 750.000   |
| Italien (FIMI)               | 4× Platin                                                              | 280.000   |
| Mexiko (AMPROFON)            | Gold                                                                   | 30.000    |
| Neuseeland (RMNZ)            | 7× Platin                                                              | 210.000   |
| Norwegen (IFPI)              | Gold                                                                   | 10.000    |
| Portugal (AFP)               | 5× Platin                                                              | 50.000    |
| Spanien (Promusicae)         | 4× Platin                                                              | 240.000   |
| Vereinigte Staaten (RIAA)    | Gold                                                                   | 500.000   |
| Vereinigtes Königreich (BPI) | 8× Platin                                                              | 4.800.000 |
| Insgesamt                    | 5× Gold · 41× Platin ·                                                 | 7.755.000 |

Hauptartikel: Oasis/Auszeichnungen für Musikverkäufe

## Trivia
- Bei den Grammy Awards 1997 wurde Wonderwall in der Kategorie Best Rock Performance by a Duo or Group with Vocal nominiert, unterlag jedoch dem Song So Much to Say von der Dave Matthews Band.
- Eine Easy-Listening-Coverversion von Mike Flowers Pops landete sieben Wochen nach der Veröffentlichung auf Platz 2 der britischen Charts.[21]
- Im Jahr 2002 wurde Wonderwall von Ryan Adams gecovert, welcher dafür für den Grammy Award for Best Solo Rock Vocal Performance nominiert wurde.[22] Die Version von Ryan Adams gelangte durch die amerikanische Serie O.C., California zu großer Bekanntheit, da er für eine Schlüsselstelle der 1. Staffel verwendet wurde.[23] Noel Gallagher gefiel diese Coverversion so gut, dass er sie auf mehreren Live-Konzerten spielte.[24]
- Mathias Kellner und Tobias Heindl veröffentlichten 2015 unter dem Titel Wunderwand eine Version auf Deutsch.
- Weitere Interpretationen des Songs finden sich auf Paul Ankas Album Rock Swings aus dem Jahr 2005[25] sowie von Radiohead,[26] Cat Power[27], den Beastie Boys[28] und Bring Me the Horizon.[29]